# Blanche Shoemaker Wagstaff
Blanche Shoemaker Wagstaff (ur. 10 lipca 1886, zm. 15 grudnia 1967) – poetka amerykańska. 
Była córką Henry’ego F. Shoemakera i siostrą Henry’ego W. Shoemakera i Williama Brocka Shoemakera. Urodziła się w Nowym Jorku. Była związana z poetą George’em Sylvesterem Viereckem, znanym orędownikiem sprawy niemieckiej i propagandzistą nazistowskim w Stanach Zjednoczonych. Dwa jej wiersze weszły do antologii T.R. Smitha Poetica Erotica. Wydała między innymi tomiki The Song of Youth: Poems (1905), Atys, and Other Poems (1909), Eris; a Dramatic Allegory (1914), The Book of Love (1917), Narcissus, and Other Poems (1918), a także Quiet Waters (1921). Oprócz tego opublikowała książkę The Beloved Son. The Life of Jesus for Children (1944).